# Epitonium optabile
Epitonium optabile is een slakkensoort uit de familie van de Epitoniidae. De wetenschappelijke naam van de soort is voor het eerst geldig gepubliceerd in 1873 door A. Adams.